# Diuris carinata
Diuris carinata är en orkidéart som beskrevs av John Lindley. Diuris carinata ingår i släktet Diuris och familjen orkidéer. Inga underarter finns listade i Catalogue of Life.

## Bildgalleri

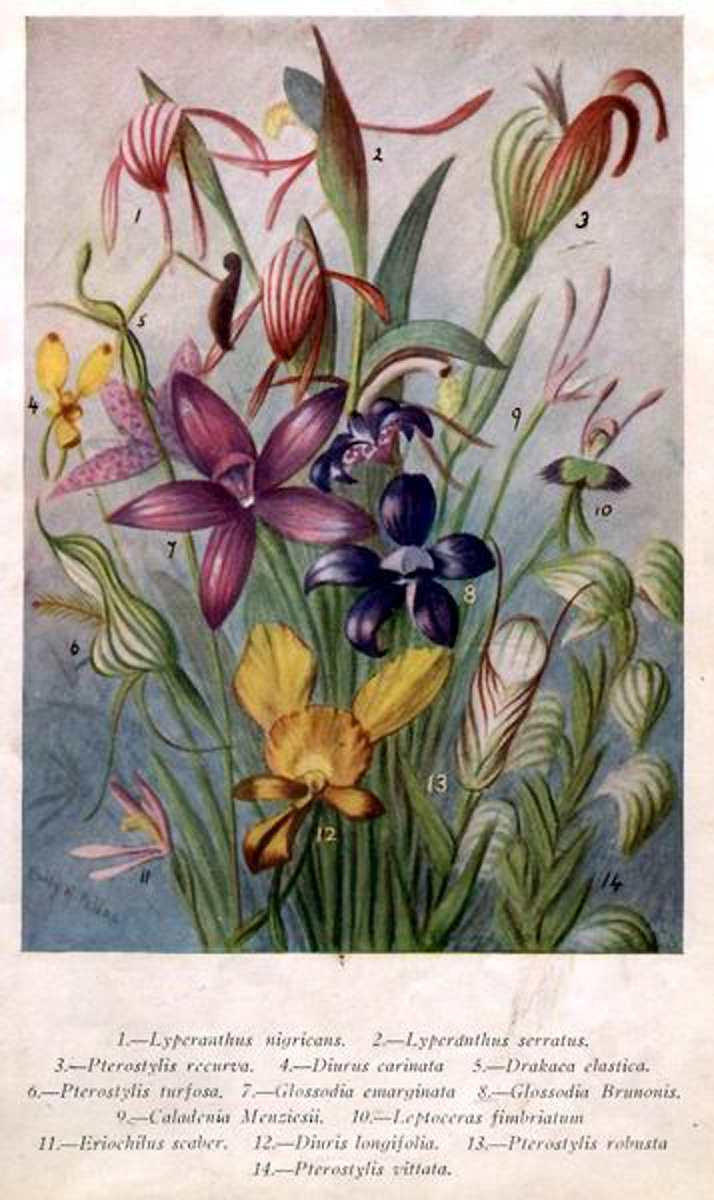
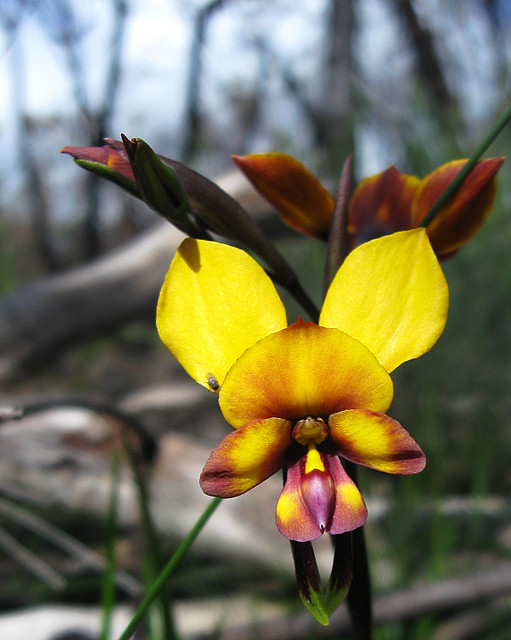